# BBV152
BBV152 ويُعرف أيضًا باسم كوفاكسين (بالإنجليزية: Covaxin)‏، هو لقاح مرشح ضد مرض فيروس كورونا، تعمل شركة «بهارات بيوتيك إنترناشونال ليمتد» (بالإنجليزية: Bharat Biotech International Limited)‏ بالتعاون مع «المجلس الهندي للبحوث الطبية» (بالإنجليزية: Indian Council of Medical Research)‏، على تطويره وإنتاجه، وهو مخصص للإعطاء عن طريق الحقن العضلي. يخضع اللقاح منذ نوفمبر 2020 للمرحلة الثالثة من التجارب السريرية.
تقدمت شركة «بهارات بيوتيك» إلى «هيئة الرقابة العامة للأدوية في الهند (DCGI)» لتمنحها ترخيص استخدام طارئ للقاح، وهذي بذلك الشركة الثالثة بعد معهد سُرم الهندي وشركة فايزر الأمريكية الذان تقدّما بطلب للحصول على الموافقة على الاستخدام الطارئ للقاحاتهما في الهند.
دخلت أوكيوجن في شراكة مع بهارات بيوتيك في ديسمبر عام 2020 للمشاركة في تطوير وتسويق الكوفاكسين في السوق الأمريكية حصرًا. وفي يونيو عام 2021، اتسعت الشراكة لتشمل كندا أيضًا. دخلت بريسيسا ميد في اتفاقية مع بهارات بيوتيك في يناير عام 2021 لإيصال الكوفاكسين إلى البرازيل.
في مايو عام 2021، وقعت شركة هفكين المحدودة للأدوية الحيوية مذكرة تفاهم مع بهارات بيوتيك، وأعلنت عن بدء إنتاج الكوفاكسين بعد الحصول على موافقة الحكومة الهندية والدعم المطلوب من حكومة ولاية ماهاراشترا. وقعت الشركة الهندية المتحدة للمناعيات اتفاقية تجارية مع بهارات بيوتيك لإنتاج المادة الأساسية للقاح، وستقوم مؤسسة بهارات للصناعات المناعية والبيولوجية بتصنيع اللقاح أيضًا.

## الترخيص

### الهند
تقدمت شركة بهارات بيوتيك في 6 ديسمبر عام 2020 بطلب إلى المراقب العام للأدوية في الهند للحصول على إذن الاستخدام الطارئ، وهي ثالث الشركات المطالبة بهذا الترخيص بعد معهد سيروم الهندي وشركة فايزر.
في 2 يناير عام 2021، أوصت الهيئة المركزية لمراقبة المعايير الدوائية بمنحهم الإذن ليحصلوا عليه في اليوم التالي. تقرر استخدام الكوفاكسين ضمن تجربة سريرية واسعة؛ أي لم تكن حملة التطعيم العامة سوى تجربة سريرية علنية وحيدة الذراع. منحت هذه الموافقة الطارئة دون النظر إلى بيانات تجارب المرحلة الثالثة حول الفعالية والأمان، وهذا ما أثار انتقادات واسعة النطاق.

### دول أخرى
حاز اللقاح على إذن الاستخدام الطارئ في إيران وزيمبابوي، ومنحت النيبال إذن الاستخدام الطارئ للكوفاكسين في 19 مارس عام 2021. حصل اللقاح على إذن الاستخدام الطارئ في المكسيك في 7 أبريل، بينما صرحت الفلبين استخدام اللقاح بتاريخ 19 أبريل عام 2021. حاز الكوفاكسين على إذن الاستخدام الطارئ في غواتيمالا ونيكاراغوا وغيانا وفنزويلا وبوتسوانا.
في 31 مارس، رفضت الوكالة البرازيلية للمراقبة الصحية طلب شركة بهارات بيوتيك لتوزيع الكوفاكسين في البلاد بسبب عدم امتثالهم لمعايير التصنيع. صرحت شركة بهارات للتكنولوجيا الحيوية أنها ستعيد تقديم الطلب بعد استيفائها المتطلبات المفروضة. وافقت الوكالة الوطنية للمراقبة الصحية على واردات استثنائية من الكوفاكسين في 4 يونيو، ولكنها فرضت شروطًا حددت إعطاء اللقاح للبالغين الأصحاء فقط وما تبلغ نسبته 1% فقط من السكان؛ وذلك للسيطرة على الأعراض الجانبية المحتملة. تمحورت مخاوف الوكالة الوطنية للمراقبة الصحية حول مدة المتابعة القصيرة التي بلغت 45 يوم بدلًا من 60 يوم، واعتبرت أن الإيميدازوكينولين قد يزيد من فرصة الإصابة بأمراض المناعة الذاتية. في 30 يونيو، علق المنظمون البرازيليون الصفقة.
في 23 يونيو عام 2021، قدمت بهارات بيوتيك 90٪ من الوثائق المطلوبة للاستخدامات الطارئة التابعة لمنظمة الصحة العالمية.
تلقت موريشيوس أول إمداد تجاري لها من الكوفاكسين في 18 مارس عام 2021.
تلقت الباراغواي 100000 جرعة من الكوفاكسين في 29 مارس عام 2021.
وافقت الأرجنتين على شراء 10 ملايين جرعة من الكوفاكسين في يونيو عام 2021 لإعطائها لمواطنيها.